# Oncinotis gracilis
Oncinotis gracilis är en oleanderväxtart som beskrevs av Otto Stapf. Oncinotis gracilis ingår i släktet Oncinotis och familjen oleanderväxter. Inga underarter finns listade i Catalogue of Life.